# Cantó de Tuïr
El cantó de Tuïr és una divisió administrativa francesa, situada a la Catalunya Nord, al departament dels Pirineus Orientals. L'any 2015 passà a denominar-se Cantó dels Aspres.

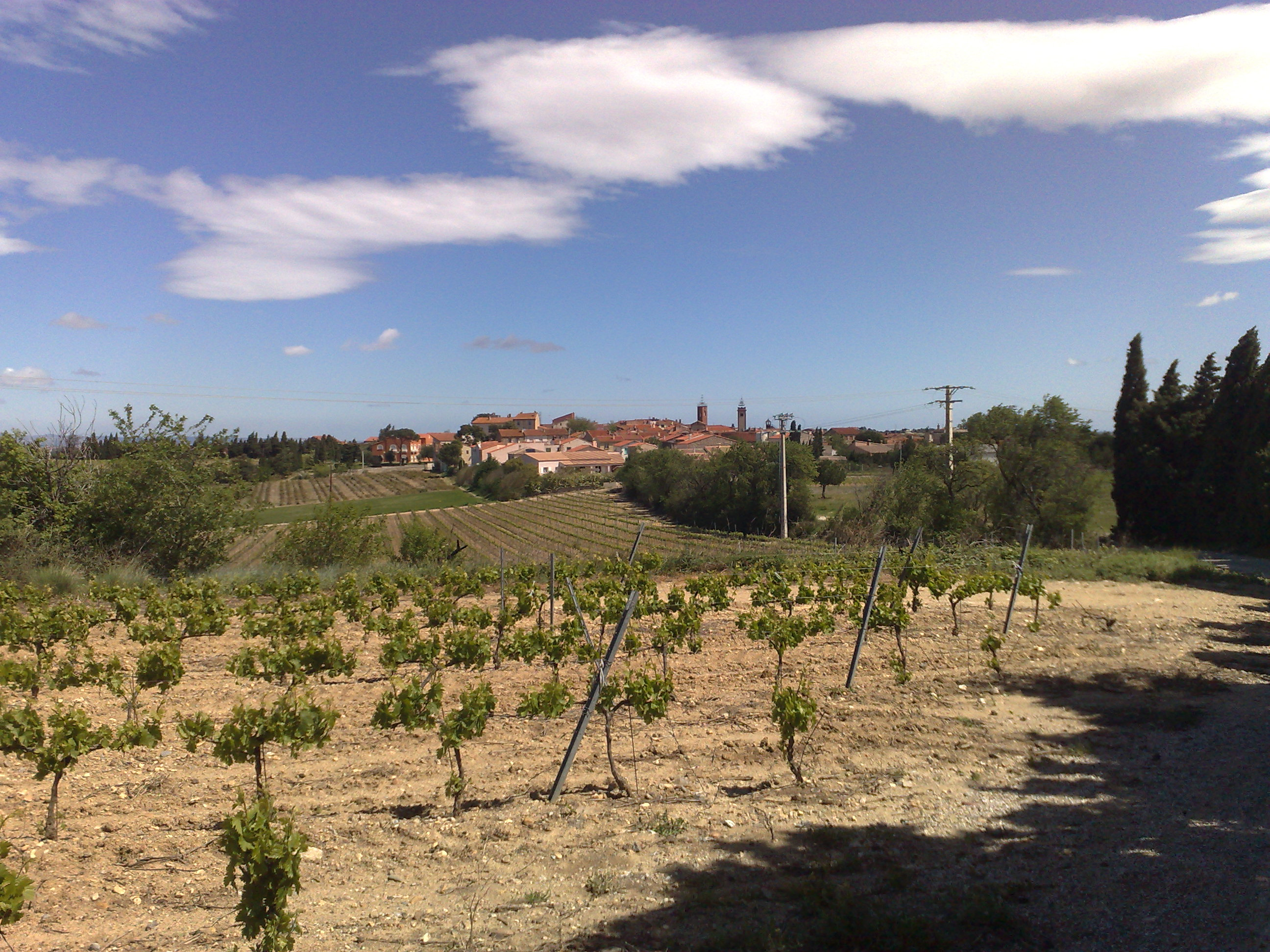
Pontellà

## Composició
El cantó de Tuïr estava compost per 17 municipis del Rosselló, fins al 2014:
- Tuïr (capital del cantó)
- Brullà
- Cameles
- Castellnou dels Aspres
- Forques
- Llauró
- Llupià
- Paçà
- Pontellà i Nyils
- Queixàs
- Santa Coloma de Tuïr
- Sant Joan la Cella
- Terrats
- Torderes
- Trasserra
- Trullars
- Vilamulaca.

Tots pertanyen a la Comunitat de comunes dels Aspres menys Llupià i Pontellà que pertanyen a la Comunitat d'aglomeració de Perpinyà-Mediterrània.
En la nova divisió administrativa del 2014, aquest cantó es va convertir en el nou cantó dels Aspres, amb capitalitat igualment a Tuïr; a més, s'hi integraren també les comunes de Banyuls dels Aspres, Calmella, Montoriol, Oms i Pollestres, procedents dels antics cantons de Ceret, les quatre primeres, i Toluges, la darrera.

## Política
L'actual conseller general per aquest cantó és René Olive, del Partit Socialista, que va aconseguir la victòria en la segona volta de les darreres eleccions cantonals, celebrades el 28 de març del 2004. René Olive, alcalde de Tuïr, va revalidar el seu escó en la segona volta d'aquests comicis amb el 58,42% dels vots, derrotant el candidat de la dreta, Roger Rigall, que en va obtenir el 41,58%. Un tercer candidat, Louis Puig, de la UMP i alcalde de Pontellà, també va aconseguir passar a la segona volta, però se'n va retirar.
D'entre els candidats que no van aconseguir els vots necessaris per a passar a la segona volta, el menys votat fou Christian Reig, del Bloc Català i conseller municipal de Tuïr, que només va obtenir 141 vots, és a dir, l'1,44% dels vots a candidatures. Tampoc va poder passar a la segona volta la candidata d'Unitat Catalana, Virginie Barre, que va aconseguir 262 vots, el que suposa el 2,68% dels sufragis de la primera volta.

## Consellers generals
| Data inicial | Fi del mandat | Nom               | Partit                | |
| 1908         | 1934          | Hyacinthe Marty   | Partit radical        | Comerciant, alcalde de Tuïr |
| 1934         | 1940          | Louis Noguères    | SFIO                  | Advocat Diputat a l'Assemblea Nacional Francesa (1938-1942)                                                                                   |
| 1945         | 1956          | Louis Noguères    | SFIO                  | Advocat Alcalde de Tuïr (1945-1947) Diputat a l'Assemblea Nacional Francesa (1938-1942 i 1945-1951) President del Consell General (1945-1956) |
| 1956         | 1982          | Léon-Jean Grégory | SFIO posteriorment PS | Senador (1948-1982) President del Consell General (1973-1982) Alcalde de Tuïr (1947-1982)                                                     |
| 1982         | (continua)    | René Olive        | PS                    | Alcalde de Tuïr des del 1989 President de la Communauté de Communes des Aspres Vicepresident del Consell General                              |